# 潘维大
潘維大（1956年3月24日— ），生於台灣台北市，籍貫江蘇省泰州市。畢業於東吳大學法學士、美國内布拉斯加州立大學法學博士，為台灣法律學學者，專長為英美侵權行為法、英美契約法、醫事法，曾任東吳大學法學院院長、學生事務長、法律學系系主任、校長，中華民國紅十字會現任會長。

## 生平
其父潘天祿為前台北市市議員。其妹為前立法委員潘維剛。其妻張錦麗為前新北市社會局局長，2024年初病逝。

## 事件
2019年，東吳大學德文系黎姓香港學生因反送中運動被港府控以暴動罪，兩名哲學系香港畢業生發起聯署，要求潘維大給予協助，至今未獲潘維大回覆。此事發生後，每當校內發生重大事件時，許多學生會在相關討論的文章下留言「#尋找潘維大」之字樣。且因其任期高達12年，故被學生戲稱為「超越總統的男人」。

## 外部連結及參考來源
- 東吳大學法律學系介紹潘維大 （页面存档备份，存于）